# Ascensión de Guarayos
Ascensión de Guarayos es una ciudad y municipio de Bolivia, capital de la provincia de Guarayos, situada en el noroeste departamento de Santa Cruz. La cabecera municipal está ubicada a 300 km de la ciudad de Santa Cruz de la Sierra, la capital departamental. Fue creada en 1986 y tiene una población de 27 070 habitantes según el Censo Nacional de 2012.
La actividad pecuaria es la que tiene mayor desarrollo la zona posee inmensas tierras muy aptas para el pastoreo. Se cultiva además arroz, maíz, yuca, maní, plátano y piña.

## Geografía
El municipio se ubica al centro de la provincia, al norte del departamento de Santa Cruz. Limita al norte y al oeste con el departamento del Beni, al sur con el municipio de El Puente, y al este con el municipio de Urubichá y la provincia de Ñuflo de Chaves.

## Demografía
De acuerdo con el censo boliviano de 2024, la población del municipio de Ascensión de Guarayos es de 34 002 habitantes.
La población del municipio se triplicó entre 1992 y 2024, mientras que la población de la localidad ha experimentado un rápido crecimiento en las últimas décadas:
| Año  | Habitantes (municipio) | Habitantes (localidad) | Fuente |
| ---- | ---------------------- | ---------------------- | ------ |
| 1976 | -                      | 3.555                  | Censo  |
| 1992 | 11.137                 | 8.350                  | Censo  |
| 2001 | 16.984                 | 13.291                 | Censo  |
| 2012 | 27.070                 | 19.254                 | Censo  |
| 2024 | 34.002                 |                        | Censo  |

## Transporte
Ascensión se ubica a 302 kilómetros por carretera al norte de Santa Cruz de la Sierra, la capital del departamento.
Desde Santa Cruz, las carreteras nacionales pavimentadas Ruta 9 y Ruta 4 conducen primero hacia el este vía Cotoca hasta Puerto Pailas, cruzan el río Grande y se separan 14 km después en Pailón. Desde allí, la Ruta 9 conduce hacia el norte por un total de 1.175 km hasta Guayaramerín, y llega a Ascensión de Guarayos después de 249 km.